# Henderson (Maryland)
Pour les articles homonymes, voir Henderson.
La ville de Henderson est située dans le comté de Caroline, dans l’État du Maryland, aux États-Unis. Sa population s’élevait à 160 habitants lors du recensement de 2020.